# Роллінг-Гіллз
Роллінг-Гіллз (англ. Rolling Hills) — місто (англ. town) в США, в окрузі Конверс штату Вайомінг. Населення — 427 осіб (2020).

## Географія
Роллінг-Гіллз розташований за координатами 42°54′13″ пн. ш. 105°50′35″ зх. д. / 42.90361° пн. ш. 105.84306° зх. д. (42.903568, -105.843152).  За даними Бюро перепису населення США в 2010 році місто мало площу 1,70 км², уся площа — суходіл.

## Демографія
Згідно з переписом 2010 року, у місті мешкало 440 осіб у 147 домогосподарствах у складі 117 родин. Густота населення становила 259 осіб/км².  Було 150 помешкань (88/км²).
Расовий склад населення:
| - 97,5 % — білих - 0,2 % — чорних або афроамериканців - 0,2 % — азіатів |

До двох чи більше рас належало 1,4 %. Частка іспаномовних становила 3,2 % від усіх жителів.
За віковим діапазоном населення розподілялося таким чином: 28,4 % — особи молодші 18 років, 64,3 % — особи у віці 18—64 років, 7,3 % — особи у віці 65 років та старші. Медіана віку мешканця становила 35,3 року. На 100 осіб жіночої статі у місті припадало 103,7 чоловіків;  на 100 жінок у віці від 18 років та старших — 107,2 чоловіків також старших 18 років.
Середній дохід на одне домашнє господарство  становив 78 407 доларів США (медіана — 77 813), а середній дохід на одну сім'ю — 88 347 доларів (медіана — 81 625). Медіана доходів становила 63 125 доларів для чоловіків та 39 286 доларів для жінок. 
Цивільне працевлаштоване населення становило 214 особи. Основні галузі зайнятості: сільське господарство, лісництво, риболовля — 19,6 %, транспорт — 17,3 %, освіта, охорона здоров'я та соціальна допомога — 13,6 %, роздрібна торгівля — 10,3 %.
За даними перепису 2000 року,
на території муніципалітету мешкало 449 людей, було 135 садиб та 115 сімей.
Густота населення становила 244,2 осіб/км². Було 143 житлових будинків.
З 135 садиб у 52,6% проживали діти до 18 років, подружніх пар, що мешкали разом, було 76,3 %,
садиб, у яких господиня не мала чоловіка — 5,9 %, садиб без сім'ї — 14,8 %.
Власники 6,7 % садиб мали вік, що перевищував 65 років, а в 0,7 % садиб принаймні одна людина була старшою за 65 років.
Кількість людей у середньому на садибу становила 3,33, а в середньому на родину 3,57.
Середній річний дохід на садибу становив 50 625 доларів США, а на родину — 47 917 доларів США.
Чоловіки мали дохід 39 250 доларів, жінки — 21 250 доларів.
Дохід на душу населення був 21 767 доларів.
Приблизно 1,6 % родин та 3,5 % населення жили за межею бідності.
Серед них осіб до 18 років було 3,8 %, і понад 65 років — none.
Середній вік населення становив 31 років.